# 좌백
좌백(左栢)은 대한민국의 무협소설 작가이다. 본명은 장재훈. 숭실대학교 철학과를 졸업했다. 동료 작가인 진산과 결혼하여 부부 무협작가로 유명하다. 대도오는 그의 데뷔작이며 2세대 무협의 시발점으로 간주된다.

## 작품 목록

### 완결
- 《대도오》(1995년)데뷔작
- 《생사박》
- 《혈기린외전》
- 《비적유성탄》
- 《야광충》
- 《금강불괴》
- 《독행표》
- 《금전표》
- 《부부만담》
- 《논리의 미궁을 탈출하라》
- 《소크라테스를 구출하라》

### 연재중, 혹은 미완
- 《천마군림》 - 미완
- 《흑풍도하》 - 연재중 (2009년 11월 24일 현재)
- 《대동이의 칼》 - 연재중 (2010년 4월 4일 현재)